# Alebroides xanthus
Alebroides xanthus är en insektsart som beskrevs av Irena Dworakowska 1997. Alebroides xanthus ingår i släktet Alebroides och familjen dvärgstritar. Inga underarter finns listade i Catalogue of Life.